# 龙日镇
龙日乡，是中华人民共和国四川省阿坝藏族羌族自治州红原县下辖的一个乡镇级行政单位。2019年12月，撤乡设镇。以原龙日乡所属行政区域和龙日种畜场管理区域为龙日镇的行政区域。

## 行政区划
龙日乡下辖以下地区：
龙日村和格玛村。